# Elina endelechia
Elina endelechia är en fjärilsart som beskrevs av Druce 1893. Elina endelechia ingår i släktet Elina och familjen Castniidae. Inga underarter finns listade i Catalogue of Life.